# Loma Alta, Santa María Chilchotla
Loma Alta är en ort i Mexiko.   Den ligger i kommunen Santa María Chilchotla och delstaten Oaxaca, i den sydöstra delen av landet, 290 km öster om huvudstaden Mexico City. Loma Alta ligger 119 meter över havet och antalet invånare är 466.
Terrängen runt Loma Alta är platt åt nordost, men åt sydväst är den kuperad. Runt Loma Alta är det ganska tätbefolkat, med 100 invånare per kvadratkilometer. Närmaste större samhälle är Cerro Quemado, 18,9 km söder om Loma Alta. 